# Bregano
Bregano (lombardul: Bregan) település Olaszországban, Varese megyében. Lakosainak száma 815 fő (2023. január 1.). Bregano Bardello, Biandronno, Malgesso és Travedona-Monate községekkel határos.

## Népesség
A település népességének változása:
| Lakosok száma | 862  | 862  | 815  |
|               | 2017 | 2018 | 2023 |